# James Price (komponist)
 Der er flere personer med dette navn, se James Price.
James Price (født 20. november 1959 i København) er en dansk komponist, kapelmester, restauratør og tv-kok.

## Karriere
Han er uddannet i komposition ved Det Kongelige Danske Musikkonservatorium, hvor han studerede i perioden 1979-1984.
Allerede som 20 årig begyndte han som kapelmester, komponist og arrangør.
Han har således skrevet musik til et hav af revyer gerne i samarbejde med broderen, Adam. I 1983 og 1996 blev han udnævnt til Årets Revykomponist. Han har også komponeret musik til film og tv, f.eks. To som elsker hinanden, Flemming og Berit og Madsen & co..
Han er meget interesseret i gastronomi og er medlem af Det Danske Gastronomiske Akademi. Interessen deles af broderen, og siden 2008 har de været værter på madprogrammet Spise med Price først på DR2 og siden på DR1. I 2012 medvirkede han i serien Price inviterer på DR1, hvor han selv optræder sammen med en inviteret og kendt gæst.
I 2011 åbnede han den første restaurant Brdr. Price sammen med broderen Adam Price og to forretningspartnere. Siden er 5 restauranter kommet til, fordelt i hele Danmark (Rosenborggade i København, Tivoli (København), Herning, Aalborg og Kongens Lyngby).
Price startede i 2020 en YouTube-kanal kaldt James' køkken med madlavningsvideoer.

## Hæder
- Årets komponist ved Revyernes Revy
  - 1983
  - 1996
  - 2004
  - 2014

## Privatliv
Han er søn af skuespillerparret Birgitte Price og John Price og storebror til manuskriptforfatteren Adam Price.
I slutningen af 2018 blev Prices sommerhus solgt for 5,25 mio. kr. Huset havde været brugt i flere afsnit af Spise med Price.
Han har en søn fra et tidligere ægteskab.

## TV
- Spise med Price - Adam Price
- Price og Blomsterberg - Med Mette Blomsterberg
- Price inviterer - Adam Price og div gæster